# جون بوتير (لاعب هوكي الحقل)
جون بوتير (بالإنجليزية: Jon Potter)‏ هو لاعب هوكي الحقل بريطاني، ولد في 19 نوفمبر 1963 في بادنغتون في المملكة المتحدة.

## وصلات خارجية
- جون بوتير على موقع اللجنة الأولمبية الدولية (الإنجليزية)
- جون بوتير على موقع أوليمبيديا (الإنجليزية)
- جون بوتير على موقع اللجنة الأولمبية البريطانية (الإنجليزية)